# 扁穗草 (禾本科)
扁穗草（学名：Brylkinia caudata）为禾本科扁穗草属下的一个种。